# Скідер

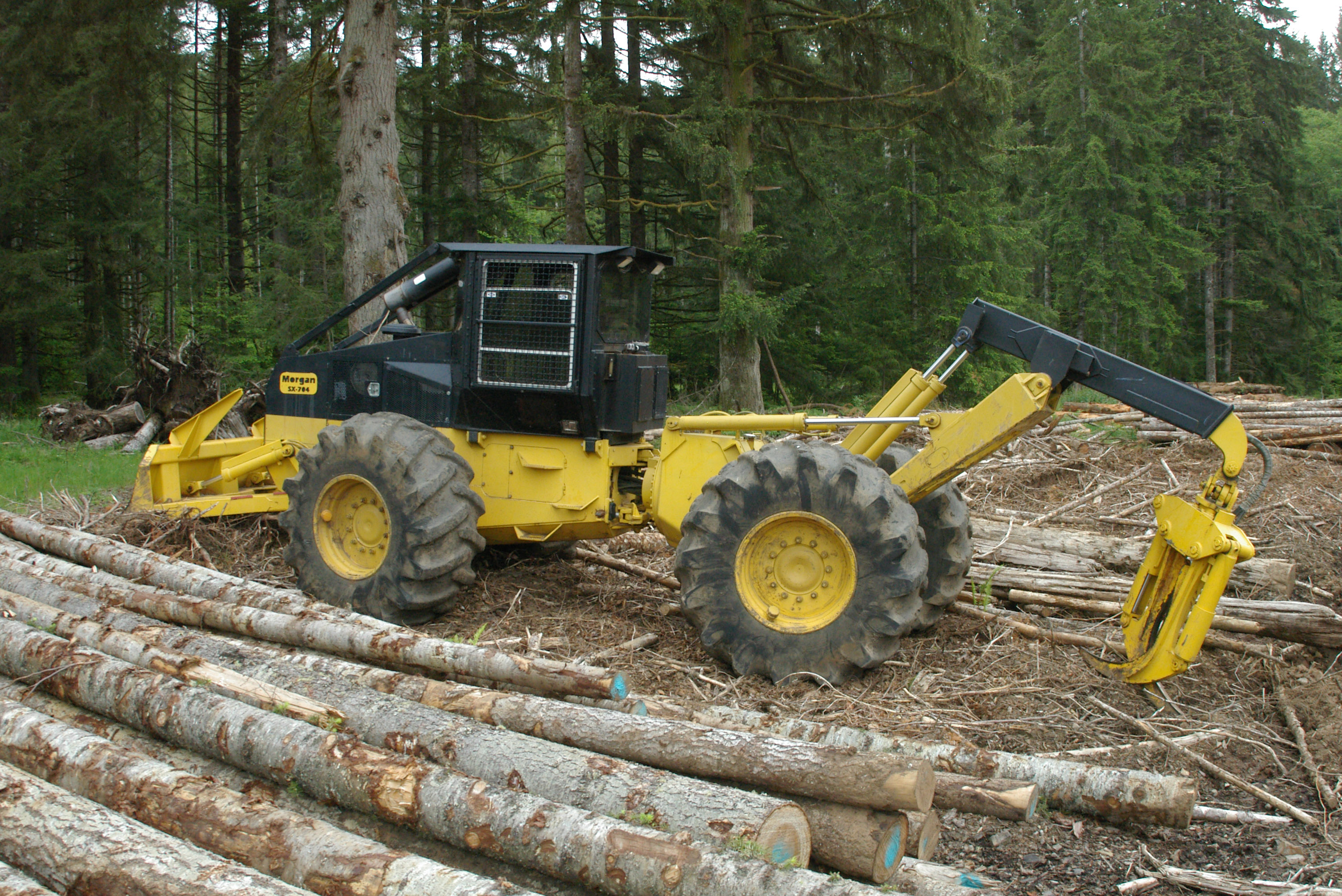
Скідер

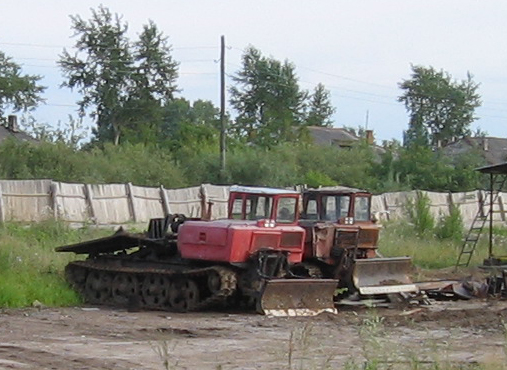
Двигуни і кабіна ТДТ-55 розташовані спереду. За ними платформа для трелювання лісу

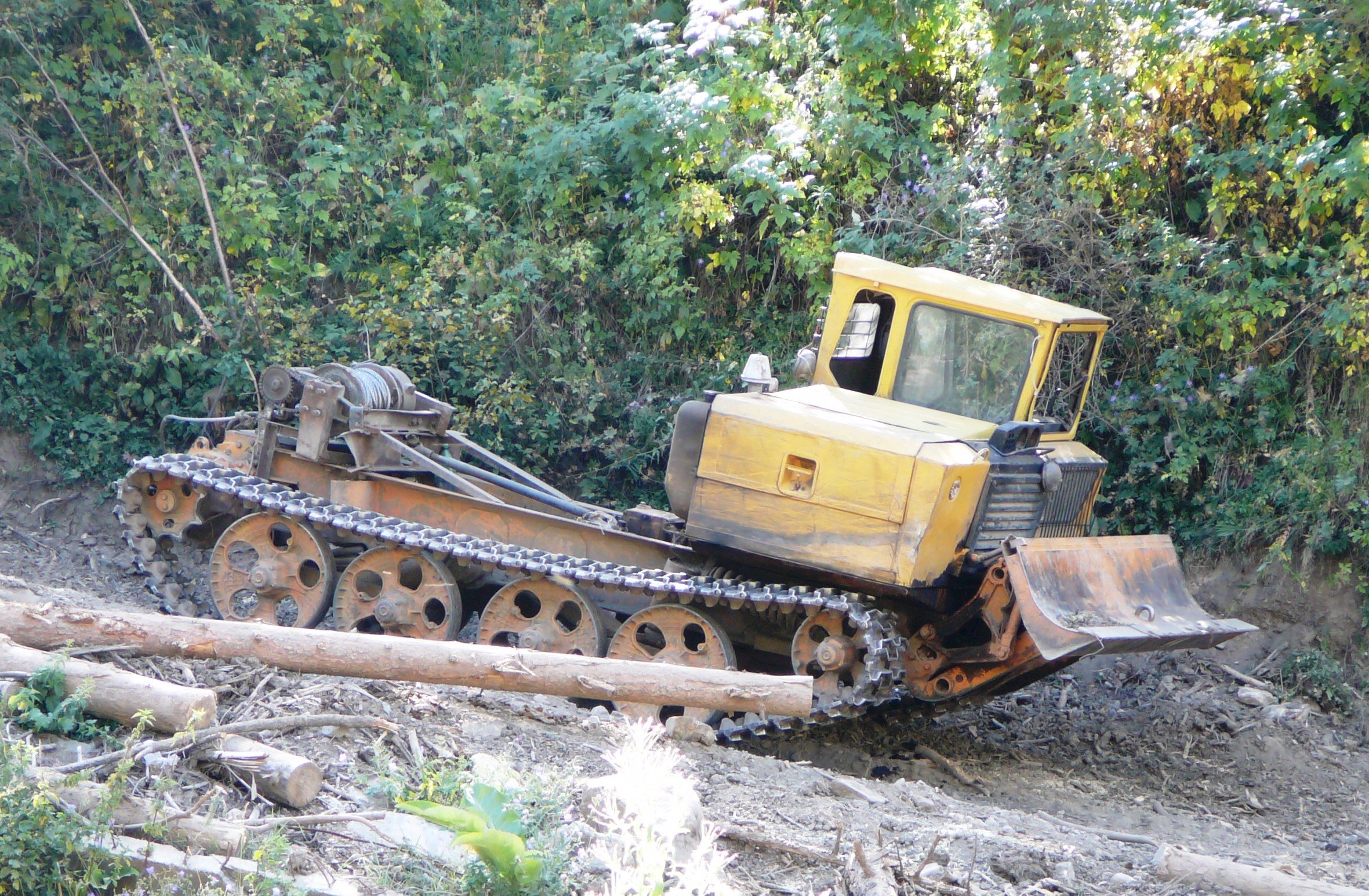
Скідер ТДТ-55А на схилі ущелини Кім-Асар в околицях Медео, розчищає гірський схил після урагану (серпень, 2012)

Скідер, трелювальний трактор (англ. skidder, рос. трелёвочный трактор) — транспортний засіб, що використовується протягом лісозаготівельних робіт. В технологічні завдання трелювальних тракторів входить збір і транспортування дерев та хлистів від місця рубки до місця проміжного складування (лісовозної дорозі або верхнього складу). Транспортування дерев і хлистів ведеться волоком (методом часткового навантаження).

## Технологія роботи
Скідер, в основному, використовується при так званої хлистової заготівлі лісу (хлист — стовбур дерева без сучків, або сортимент — колода, без сучків, певної довжини) в парі з валочно-пакетуючої машиною (ВПМ), за аналогією з парою лісозаготівельний комбайн (харвестер) і тягач-навантажувач форвардер. Рідше скідер використовують при роботі вальників з бензопилками. Для обрізання суччя і розкряжування дерев (хлистів) за хлистовою технології можуть застосовуватися сучкорізні машини й процесори. У СРСР також випускалися многооперационные валочно-трелювальні машини ВТМ-4 і ЛП-17, призначені для валки дерев, збирання їх у пачки і трелювання до лісовозної дороги.

## Класифікація
Залежно від використовуваних для збирання та фіксації повалених дерев механізмів, розрізняють:
- Чокерні (англ. Cable skidder) (ТДТ-55, ТЛТ-100А, МСН-10 (аналог ТТ-4М), John Deere 640H), що здійснюють трелювання дерев, зрубаних вальниками з бензопилками;
- Безчокерні (англ. Grapple skidder) (із захватом, з гідроманіпулятором) трелювальні трактори (ЛТ-154, ЛП-18К, ЛТ-188, ЛТ-187, John Deere 648H), що працюють в парі з валочно-пакетуючою машиною.

Скідери в залежності від типу рушія розрізняють на:
- колісні;
- гусеничні.

## Конструктивні особливості
Скідери відрізняються компонуванням, що дозволяє розмістити на задній частині рами платформу або захват (гідроманіпулятор) для часткового навантаження (підвішування) дерев (хлистів). Трелювальні трактори обладнуються лебідками. Відмінною особливістю трелювальних тракторів є ходова частина з великою опорною площею, що знижує питомий тиск на ґрунт.